# وس چوون
وس چوون (انگلیسی: Wes Chowen؛ زادهٔ ۲۵ مهٔ ۱۹۳۹) دوچرخه‌سوار اهل ایالات متحده آمریکا است. وی در بازی‌های المپیک تابستانی ۱۹۶۰ و ۱۹۶۴ شرکت کرده است.